# 대전고등학교
대전고등학교(大田高等學校)는 대한민국 대전광역시 중구 대흥동에 있는 공립 고등학교이다.

## 학교 연혁
- 1917년 4월 1일 : 관립 경성중학교 대전분실 설치
- 1950년 5월 25일 : 학제 개편에 의해 고등학교로 인가
- 1951년 12월 20일 : 대능(大稜) 제1호 발간
- 2010년 9월 9일 : 2011학년도 자율형공립고 지정
- 2011년 3월 1일 : 1, 2, 3학년 각 12학급(특수2)으로 편성
- 2011년 5월 27일 : 2012선진형 교과교실제 운영
- 2012년 10월 28일 : 신축 교사 준공식
- 2015년 10월 12일 : 자율형공립고 재지정(2016 ~ 2020)
- 2020년 7월 20일 : 자율형공립고  일반고 전환 유예(2021~2024)
- 2021년 9월 1일 : 제39대 윤장순 교장 취임
- 2024년 1월 8일 : 제103회 졸업식(총 졸업생 41,422명)
- 2024년 3월 4일 : 2024학년도 입학(318명)

## 참고 자료
- 대전고등학교 - 한국교육학술정보원 학교알리미